# Pristimantis esmeraldas
Eleutherodactylus esmeraldas là một loài động vật lưỡng cư trong họ Strabomantidae, thuộc bộ Anura. Loài này được Guayasamin mô tả khoa học đầu tiên năm 2004.